# Бахан
Бахан — упразднённый населённый пункт (тип: заимка) в Боханском районе Иркутской области России. Входил в Муниципальное образование «Каменка».

## География
Находится примерно в 39 км к западу от районного центра.

## История
В 2014 году в связи с отсутствем постоянного населения заимка Бахан была упразднена.

## Население
| 2002 | 2010 | 2011 | 2012 |
| ---- | ---- | ---- | ---- |
| 0    | →0   | →0   | →0   |